# Koreanisches Zentralfernsehen
Koordinaten: 39° 2′ 3″ N, 125° 47′ 25″ O
Korean Central Television (KCTV) 조선중앙텔레비죤 (Koreanisches Zentrales Fernsehen) ist der einzige landesweite Fernsehsender in Nordkorea. Er betreibt hauptsächlich Propaganda für die Staatsführung um den Diktator Kim Jong-un bzw. dessen Vorgänger Kim Jong-il und Kim Il-sung.
Betreiber des Senders ist das staatliche Rundfunk- und Fernsehkomitee der Demokratischen Volksrepublik Korea (KRT) unter dem Vorsitzenden Cha Sung-su. Intendant des Senders ist Chun Li-ji. Die Studios der KCTV befinden sich in Pjöngjang, im Bezirk Taedonggang-guyŏk (Dong Munhung-dong).

## Geschichte
KCTV wurde am 1. September 1953, nach dem Ende des Koreakrieges, als Pjöngjang Broadcasting Network (PBN) gegründet. Kim Il-sung persönlich war der Meinung, dass Nordkorea reif für Fernsehübertragungen sei. PBN bereitete sich mithilfe der Regierung in den darauffolgenden acht Jahren auf einen Sendestart vor. PBN wurde im Jahre 1961 in Central Broadcasting Television System (CBTS) umbenannt und begann am 1. September desselben Jahres mit einem Testprogramm.
Der Sender nahm den Sendebetrieb am 3. März 1963 um 19:00 Uhr KST von Pjöngjang aus auf. Damals wurde am Wochenende zwei Stunden, von 19:00 bis 21:00 Uhr, gesendet. Später wurde der Sendebetrieb auf vier, und dann auf sechs Stunden verlängert. Die Sitzungen der 5. Parteikonferenz der Partei der Arbeit Koreas am 1. Oktober 1970 wurden live auf CBTS übertragen.
Die Kaesong Television Broadcasting Station (KTBS) wurde am 1. April 1971 eröffnet und sendete wochentags jeweils 5 Stunden von 17:00 bis 22:00 Uhr.
Die Mansudae Television Broadcasting Station (MTBS) wurde im Dezember 1973 eröffnet und sendete wochentags 4 Stunden zwischen 18:00 bis 22:00 Uhr und längere Zeiträume an Wochenenden und Feiertagen.
Das Central Broadcasting Television System (CBTS) wurde in Korean Central Television (KCTV) umbenannt und begann am 3. Januar 1973, dem ersten Arbeitstag in Nordkorea, um 17:00 Uhr. Ausstrahlungen erfolgten nur an Werktagen.
Im gleichen Jahr wurde mit den ersten Testsendungen in Farbe (PAL) begonnen. Am 1. Juli 1974 wurde das nordkoreanische Farbfernsehen eingeführt. KCTV sendete in Vorbereitung auf den 7. Asienspielen in Teheran seine erste Live-Farbsendung. Ab dem 1. September 1977 wurden ganztägig Farbsendungen ausgestrahlt und ab dem 1. März 1981 wurde der Sendebetrieb an nationalen Feiertagen aufgenommen.
Am 3. Juli 2009 lief von der Taedonggang Brewing Company der erste Werbespot in der Sendergeschichte über den Schirm. Dieser wurde bis zum 29. August 2009 dreimal ausgestrahlt.
Im Jahr 2012 begann der Sender mit ersten Testsendungen nach dem DVB-Standard. Seitdem steigen die Importe digitaler Fernsehtechnik jährlich an. Anfang 2015 wurde bekannt, dass HDTV-fähige Ausrüstung beschafft wurde und einige Testausstrahlungen stattfanden.
Seit dem 4. Dezember 2017 sendet man innerhalb der Landesgrenzen in HDTV-Format, weiterhin wurde während der Sendepausen ein neues Testbild eingeführt.

## Sendebetrieb
Seit dem 15. Mai 2022 sendet KCTV ab 9:00 Uhr (in den Ferien teilweise ab 8:00 Uhr), davor montags bis samstags von 15:00 bis 22:30 Uhr, sowie an Sonn- und Feiertagen von 9:00 bis 22:30 Uhr Ortszeit (UTC+9 bzw. UTC+8:30, entspricht 7.30 bis 15:00 Uhr MEZ (UTC+1), bzw. 1:30 bis 16:00 Uhr an Sonn- und Feiertagen). Etwas längere Sendezeiten können lediglich an hohen Feiertagen und Silvester beobachtet werden. Vor Beginn des Programms wird 30 Minuten lang ein Testbild mit musikalischer Untermalung eingeblendet. Wenn keine Übertragungen stattfinden, wird das Testbild mit EBU-Farbbalken ausgestrahlt. Seit 2001 wird in der linken oberen Bildecke ein Senderlogo eingeblendet. Bis 2013 sendete KCTV wochentags erst ab 17:00 Uhr.

## Empfang
KCTV wird in Nordkorea analog terrestrisch im PAL-Format ausgestrahlt. Über den Satelliten Thaicom 5 (78,5° Ost) wurde bis zum 25. Februar 2020 KCTV HD digital und unverschlüsselt im DVB-S2-Standard verbreitet. Empfang war in Deutschland mit einem C-Band LNB ab einer Schüsselgröße von 150 cm möglich. Aufgrund technischer Probleme wird seit Januar 2020 auf dem nahen Chinasat 12 das Programm ausgestrahlt. Ein Empfang in Deutschland ist nicht direkt möglich, der Satellit ist unter der Horizontlinie. Durch externe Software wie Hypnotix (auf Linux Mint vorinstalliert) lässt sich das koreanische Zentralfernsehen empfangen. Auf Intelsat 21 auf 58° West ist mit 180 cm Schüsselgröße ein Empfang im westlichen Europa möglich.

## Sendeinhalte

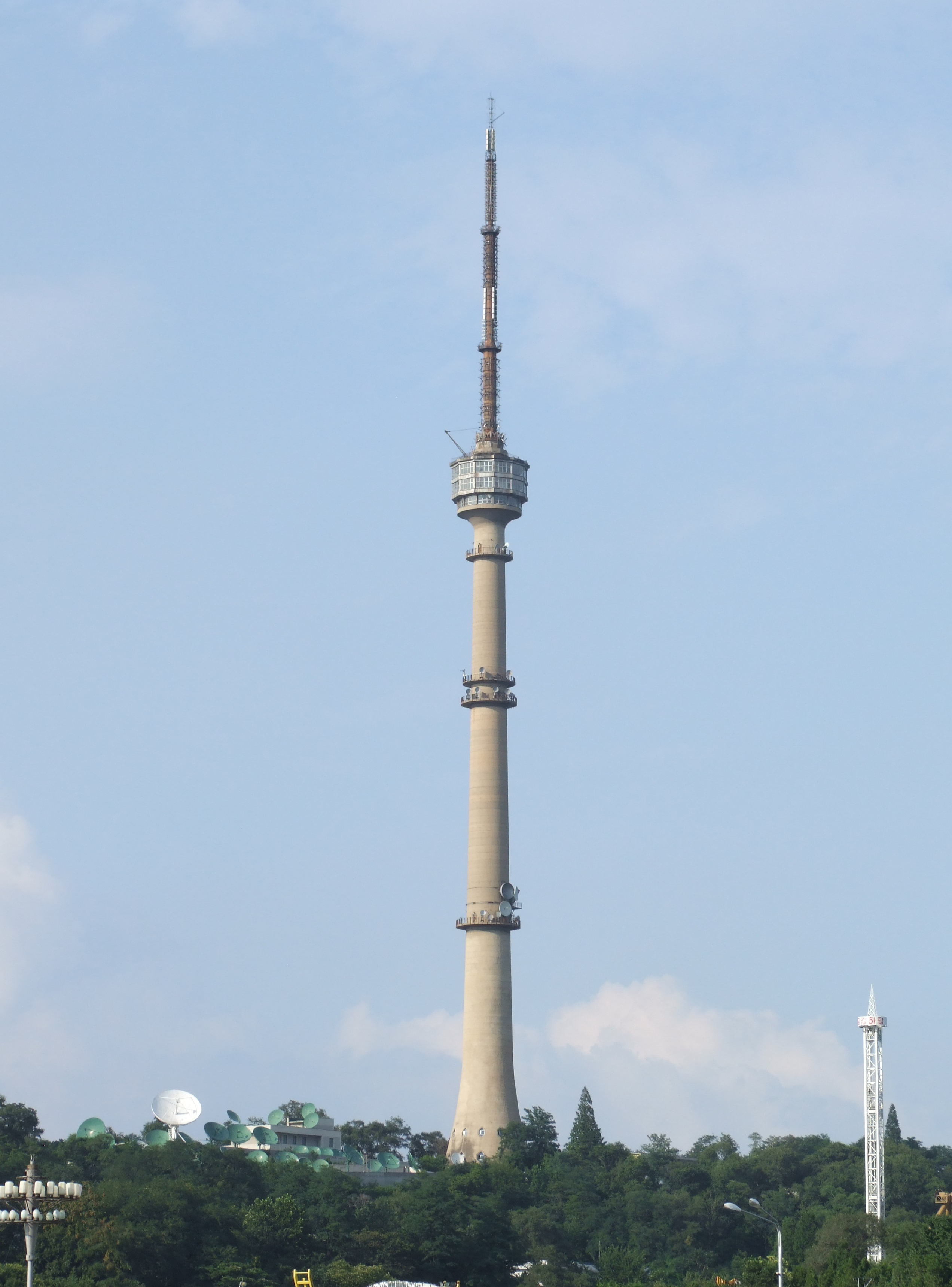
Fernsehturm in Pjöngjang

### Nachrichten
Die Nachrichten (Poto) des nordkoreanischen Fernsehens wurden jahrelang von einem Sprecher verlesen, der im Zentrum eines einfarbigen blauen oder roten Bildschirmhintergrunds saß. Die Nachrichtentexte werden in überschwänglichem, durch Ri Chun-hee geprägten Ton, ähnlich der Sprechweise eines Theaterschauspielers, verlesen. Aus dem Ausland wird kaum berichtet. Der Rezeption der Werke Kim Il-sungs und der Tätigkeit von pro-nordkoreanischen Gruppen im Ausland wird besondere Aufmerksamkeit gewidmet. Eine Besonderheit ist, dass aus unbekanntem Grund keine Filmaufnahmen, sondern nur Standbilder des ehemaligen Staatschefs Kim Jong-il gezeigt wurden, obgleich dessen Aktivitäten großen Raum in der Berichterstattung einnehmen.
In letzter Zeit wurde eine Auflockerung des Sendeformats im Sinne einer Annäherung an den Stil westlicher Nachrichtensendungen beobachtet. So wurde etwa ein Monitor im Studio aufgestellt, auf dem zusätzlich zu den verlesenen Nachrichten Texte, Bilder und Grafiken eingeblendet werden. Ferner wurde das Gespräch des Moderators mit dem Korrespondenten als typisches Genre einer Fernsehnachrichtensendung eingeführt. Weibliche Nachrichtensprecher treten nicht mehr nur wie sonst in der koreanischen Tracht, sondern auch westlich gekleidet auf.

### Unterhaltung
Jährlich werden 60 Filme in Erstausstrahlung gesendet. Ansonsten laufen im Unterhaltungsprogramm Musik und Sendungen für Kinder. Kommerzielle Werbung gibt es nicht, der Grund hierfür ist die Planwirtschaft Nordkoreas. Am 26. Dezember 2010 wurde aus Anlass zehnjähriger diplomatischer Beziehungen zu Großbritannien erstmals ein westlicher Spielfilm gezeigt, die britische Fußballkomödie Kick It Like Beckham, allerdings in zensierter (von 112 auf 104 Minuten gekürzter) Fassung.
Im September 2012 wurde bekannt, dass KCTV Ausstrahlungsrechte an der deutschen Fußball-Bundesliga sowie der Zweiten Bundesliga erworben habe.

### Programmablauf
Im Folgenden der gewöhnliche Programmablauf an Werktagen (Korean Standard Time):
- 14:30 Testbild mit instrumentaler Musik (Orchester der Nationalen Volksarmee, Wangjaesan Light Music Band und Pochonbo Electronic Ensemble)
- 15:00 Programmstart (Nationalhymne, Kim-Il-sung-Lied, Kim-Jong-il-Lied und Programmvorschau)
- 15:10 Film (gezeigt werden meistens nordkoreanische Produktionen) oder Dokumentationen
- 17:00 Nachrichten
- 17:10 Schlagzeilen aus den nationalen Zeitungen
- 17:20 Kinderprogramm
- 18:00 Dokumentationen (später auch Comedy und Musik, z. B. It’s So Funny)
- 20:00 Nachrichten
- 20:20 Wetterbericht
- 20:30 Film (gezeigt werden meistens nordkoreanische Produktionen), Sport oder Serie
- 22:00 Dokumentationen
- 22:30 Spätnachrichten
- 22:45 Wetterbericht
- 22:55 Programmvorschau und Verabschiedung
- 23:00 Einblendung EBU-Farbbalken

Zwischen den Sendungen werden oft Musikvideos gezeigt. Die Dokumentationen sind meistens 50 Minuten lang und zeigen die Errungenschaften von Kim Il-sung, Kim Jong-il und Kim Jong-un.

## Andere Sender
Neben KCTV gibt es in Nordkorea noch zwei weitere Fernsehsender:
- Korean Educational & Cultural Television mit Sitz in Kaesŏng. Dieser Fernsehsender ging im April 1971 als Kaesong TV Broadcasting auf Sendung und trug diesen Namen bis Februar 1997. Programme werden montags bis samstags von 19:00 bis 22:00 Uhr ausgestrahlt.[1] Nach Angaben der CIA sendet Korea TV nach Süden und richtet sich somit an Zuschauer in Südkorea.
- Mansudae Television wurde im Dezember 1973 gegründet und hat seinen Sitz in Pjöngjang am Mansu-Hügel. Mansudae TV sendet ausschließlich sonntags von 10:00 bis 13:00 Uhr und von 16:00 bis 22:00 Uhr.[1]

Der Empfang anderer, d. h. ausländischer oder südkoreanischer Sender, steht in Nordkorea unter Strafe, ist aber in Grenzgebieten und in der Hauptstadt Pjöngjang möglich.

## Belege
1. 1 2 3 4  World Radio TV Handbook: The Directory of International Broadcasting. Volume 60/2006, S. 667.
2. ↑  North Korea launches beer advert. In: BBC. 3. Juli 2009 (bbc.co.uk [abgerufen am 18. September 2015]).
3. ↑  The Chosun Ilbo (English Edition): Daily News from Korea – N.Korea Ends Experiment with TV Commercials. In: english.chosun.com. Abgerufen am 18. September 2015.
4. ↑  North Korea digital TV imports see big jump. In: North Korea Tech – 노스코리아테크. Abgerufen am 18. September 2015.
5. ↑  KCTV launches HD satellite broadcasts. In: North Korea Tech – 노스코리아테크. Abgerufen am 18. September 2015.
6. ↑  North Korea's KCTV goes widescreen, stereo in big upgrade. In: North Korea Tech – 노스코리아테크. 5. Dezember 2017 (northkoreatech.org [abgerufen am 2. Februar 2018]).
7. ↑  Martyn Williams: An expansion of KCTV broadcasting hours. 1. August 2022, abgerufen am 10. Oktober 2022 (amerikanisches Englisch).
8. ↑  Martyn Williams: KCTV appears on Chinese satellite. 4. Februar 2020, abgerufen am 15. April 2020 (amerikanisches Englisch).
9. ↑  nknews: North Korea's KCTV added to fourth satellite broadcasting service | NK News. 29. Januar 2020, abgerufen am 15. April 2020 (amerikanisches Englisch).
10. ↑  Satbeams – World Of Satellites at your fingertips. Abgerufen am 15. April 2020.
11. ↑  Junho Kim: Recent changes in North Korean Central TV (Memento des Originals vom 9. Juni 2007 im Internet Archive)  Info: Der Archivlink wurde automatisch eingesetzt und noch nicht geprüft. Bitte prüfe Original- und Archivlink gemäß Anleitung und entferne dann diesen Hinweis. auf: journalism.berkeley.edu vom 24. Oktober 2005 (englisch).
12. ↑  North Korea bends it like Beckham in UK film first, BBC News am 30. Dezember 2010 (abgerufen am 22. August 2012).
13. ↑  Chong Tese als Zugnummer: Bundesliga in Nordkorea, Die Welt am 11. September 2012 (abgerufen am 14. September 2012).